# ستيفن بينتون
ستيفن بينتون (بالإنجليزية: Stephen Benton) هو فيزيائي أمريكي، ولد في 1 ديسمبر 1941 في سان فرانسيسكو في الولايات المتحدة، وتوفي في 9 نوفمبر 2003 في ماساتشوستس في الولايات المتحدة.